# Tepecik, Arpaçay
Tepecik là một xã thuộc huyện Arpaçay, tỉnh Kars, Thổ Nhĩ Kỳ. Dân số thời điểm năm 2010 là 267 người.